# Eric Delaney
Eric Delaney (* 22. Mai 1924 in Acton, London; † 15. Juli 2011) war ein britischer Schlagzeuger, Perkussionist und Bandleader, der in den 1950er und frühen 1960er Jahren in England populär war.

## Leben
Delaney trat als Zehnjähriger in einer Varietéshow im Troquette, Elephant and Castle auf. Bereits als Sechzehnjähriger gewann er einen Preis als bester Swing-Drummer und wurde in den 1940er Jahren Mitglied des Bert Ambrose Oktetts mit George Shearing am Piano. Von 1947 bis 1954 trat er mit dem Geraldo Orchestra auf und arbeitete daneben als Session-Musiker in den Aufnahmestudios und für Film, Fernsehen und Radio. 1954 gründete ér seine eigene Band und nahm in den folgenden Jahren für das neu gegründete Label Pye Records auf. Bei Mercury Records hatte er mit Oranges and Lemons einen Hit; dort erschien auch sein Album Mainly Delaney. Drei Mal trat er bei der Royal Variety Show auf, erstmals 1956.
Delaney war auf Up-Tempo Dancehall-Musik spezialisiert, die oft unter dem Rock-’n’-Roll-Etikett erschien, jedoch näher an der Musik von Geraldo und Joe Loss war. Als Arrangeur wurde Alan Roper engagiert; mit dem Bläsersatz aus fünf Trompeten und vier Saxophonen, drei Tenor- und einem Baritonsaxophon, drückte Delaney seine Bewunderung für Woody Hermans Big Band aus.
1959 verkleinerte er sein Orchester zu einer sechsköpfigen Band, in der in dieser Zeit Tony Fisher, Alan Skidmore, Kenny Salmon und später Steve Gray und Jim Lawless spielten. Wie bei vielen ähnlichen Künstlern kam Delaneys Musik mit dem Aufkommen der Beatles aus der Mode. Dennoch blieb er in den folgenden Jahren in Großbritannien aktiv und konzertierte meist in Ferienanlagen, wie im Pleasure Beach Blackpool. Ab 1986 arbeitete er im spanischen Benidorm, um 2006 nach England zurückzukehren.
Delaneys Leben – mit Fotografien und Anmerkungen von Musikerkollegen wie Kenny Ball, Elkie Brooks, Terry Lightfoot oder Humphrey Lyttelton – wurde in Eddie Sammons’ Biographie The Magnificent Eric Delaney dargestellt.
Neben dem Schlagzeug, bei dem er zwei Basstrommeln mit Tom-toms einsetzte, spielte Delaney zahlreiche Perkussionsinstrumente wie Xylophon, Glockenspiel, Timpani, Marschtrommel, Röhrenglocken, verschiedene chinesische Gongs und Tam Tams und bezog Besen und Pfeifen in seine Shows ein.
Sein Enkel Jake Delaney ist ebenfalls Schlagzeuger.

## Diskographische Hinweise

### Pye
The Eric Delanay Band
- Cockles and Mussels/Say Si Si (1956)
- Oranges and Lemons/Delaney’s Delight (1956)
- Rockin' the Tymps/Ain’t She Sweet (1956)
- Rock 'n' Roll King Cole/Time for Chimes (1957)
- Fanfare Jump/Jingle Bells (1957)

Eric Delaney’s Big Beat Six
- Big Noise from Winnetka/Big Beat (1965)

### Parlophone
The Eric Delanay Band
- Bass Drum Boogie/Let’s Get Organised (1960)
- Drum Twist/Yes Indeed (1961)
- Washboard Blues Twist/Sing, Sing, Sing (1962)
- Manhattan Spiritual/Down Home (1962)

### Marble Arch
- The Big Beat Of Eric Delaney (Pye Records, 1968)